# Paralithodes
A Paralithodes a felsőbbrendű rákok (Malacostraca) osztályának tízlábú rákok (Decapoda) rendjébe, ezen belül a Lithodidae családjába tartozó nem.

## Rendszerezés
A nembe az alábbi 5 faj tartozik:
- Paralithodes brevipes (H. Milne Edwards & Lucas, 1841) - típusfaj
- Paralithodes californiensis (Benedict, 1895)
- királyrák (Paralithodes camtschaticus) (Tilesius, 1815)
- Paralithodes platypus (Brandt, 1850)
- Paralithodes rathbuni (Benedict, 1895)

Korábban még 3 másik taxonnév is idetartozott, azonban azok a fentiek szinonimáinak bizonyultak, vagy át lettek helyezve más nemekbe.

## Képek

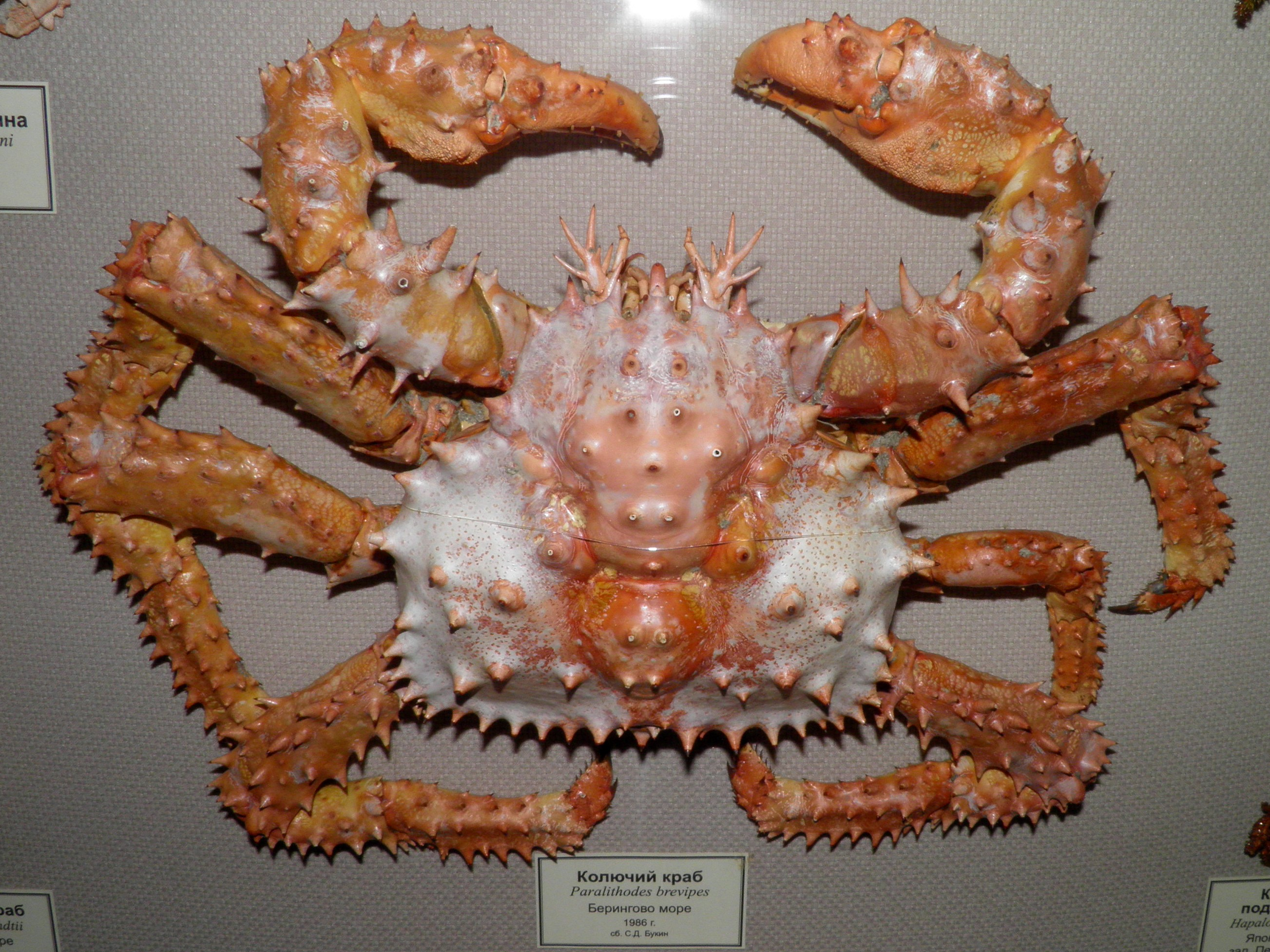
Paralithodes brevipes
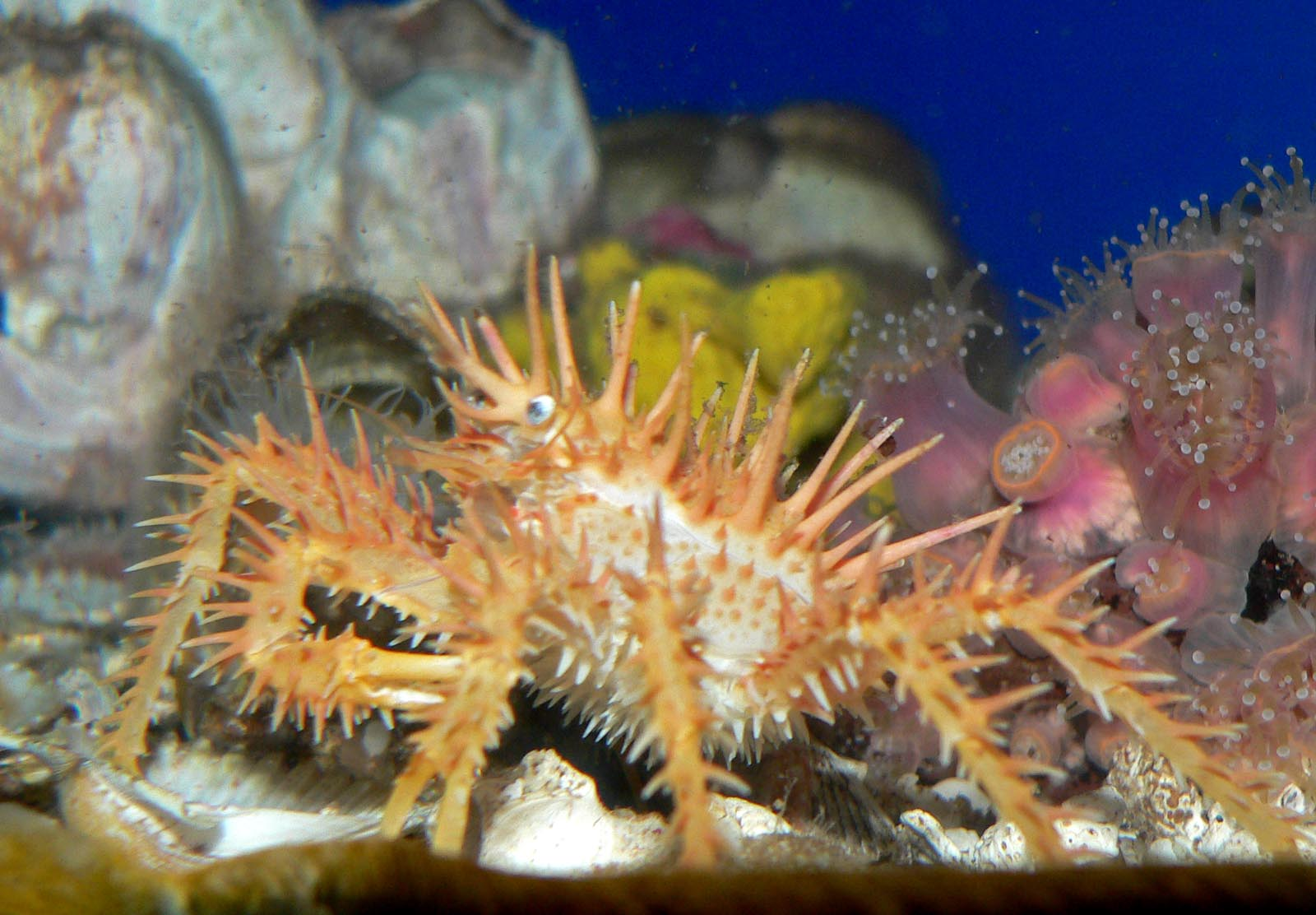
Paralithodes californiensis
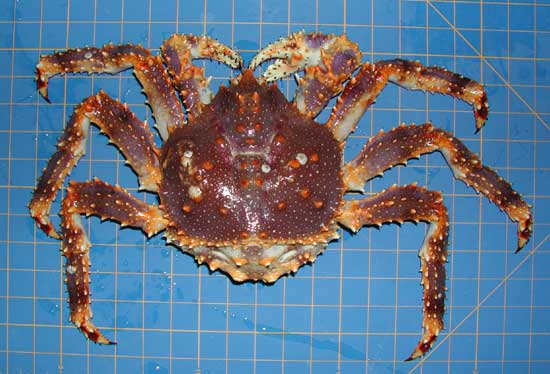
Paralithodes platypus
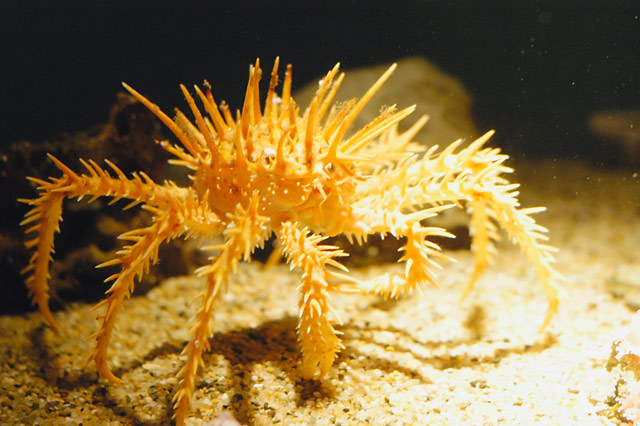
Paralithodes rathbuni